# کامنیتسا (وایوو)
کامنیتسا (به صربی: Kamenica) یک منطقهٔ مسکونی در صربستان است که در والیفو واقع شده‌است. کامنیتسا ۱٬۰۰۵ نفر جمعیت دارد.